# Sound of Metal
Sound of Metal es una película estadounidense dramática de 2019 dirigida y coescrita por Darius Marder y protagonizada por Riz Ahmed, Olivia Cooke, Paul Raci, Lauren Ridloff y Mathieu Amalric. Relata la historia de un baterista de metal que empieza a perder su audición.
El filme fue estrenado en el Festival Internacional de Cine de Toronto el 6 de septiembre de 2019. El 4 de diciembre de 2020 fue incluida en el catálogo de la plataforma Amazon Prime. Con un 97% de aprobación en el portal Rotten Tomatoes, la película ha sido elogiada por la crítica, en especial por las actuaciones de Ahmed y Raci. Sound of Metal recibió seis nominaciones a los premios Óscar de 2021, entre estas mejor película, y logró ganar dos por mejor edición y mejor sonido.

## Argumento
Ruben Stone (Riz Ahmed) es baterista del dúo de metal Blackgammon, junto con la cantante y su novia, Lou (Olivia Cooke). Viven en una casa rodante mientras conducen por los Estados Unidos realizando conciertos. Cuando Ruben pierde repentinamente la audición, va a una farmacia en busca de un diagnóstico. El farmacéutico lo deriva a un médico, que realiza una prueba de audición y descubre que Rubén solo puede distinguir entre el 20 y el 30 por ciento de las palabras que escucha y su audición se deteriorará rápidamente; además, aunque los implantes cocleares puedan beneficiarlo, su alto costo no está cubierto por el seguro. El médico sugiere que Ruben elimine toda exposición a ruidos fuertes y luego se someta a más pruebas, pero Ruben lo ignora.
Lou se entera de la condición de Ruben y quiere dejar de actuar por su seguridad, pero él quiere continuar. También está preocupada por su sobriedad, ya que Ruben es un adicto a las drogas en recuperación. Llaman a su figura patrocinadora, Hector, que encuentra un refugio rural para adictos sordos en recuperación que acepta a Ruben, dirigido por un hombre llamado Joe (Paul Raci), un alcohólico en recuperación que perdió la audición en la guerra de Vietnam. Ruben se va con Lou porque no la dejan vivir allí con él y él solo quiere los implantes. Lou, ansiosa por su bienestar, se marcha y convence a Ruben de que regrese al refugio.
Ruben comienza a conocer a los otros miembros del refugio mientras asiste a las reuniones y se instala en su nueva vida. Se le presenta a Diane (Lauren Ridloff), una maestra, y los niños de su clase, y comienza a aprender la lengua de señas estadounidense. Joe le pide a Ruben que escriba sin cesar y que se siente pacíficamente en un esfuerzo por hacerlo sentir cómodo con el silencio, y le confía que él mismo hará lo mismo simultáneamente. Ruben se une a la clase de Diane y comienza a conectarse con los niños y el resto de la comunidad. Les da a los niños y a Diane lecciones básicas de percusión.
Hasta ahora, la estadía de Rubén ha sido patrocinada por una iglesia. Joe le ofrece una forma más permanente de quedarse, como empleado de la comunidad, y le dice que lo piense. Ruben usa periódicamente la computadora para ver qué está haciendo Lou y descubre que está experimentando con su propia música en París. Consigue que su amiga Jenn (Chelsea Lee) venda su batería y otros equipos de música, luego vende su RV y usa el dinero para una cirugía de implante coclear. Ruben le pide a Joe que le preste dinero para volver a comprar su RV mientras espera la activación del implante. Joe se niega, comentando que Ruben parece y suena como un adicto. Con el corazón roto, Joe le pide a Ruben que abandone la comunidad, ya que se basa en la creencia de que la sordera no es una discapacidad.
Una vez que se han activado, los implantes permiten que Ruben escuche, pero el sonido de ellos está muy distorsionado y no es lo que esperaba, y esto interrumpe sus intentos de recuperar su antigua forma de vida. Ruben vuela para encontrarse con Lou en la casa de su adinerado padre, Richard (Mathieu Amalric), en París, donde se ha adaptado a un nuevo estilo de vida. Richard le da la bienvenida y le permite quedarse allí. Richard le confía a Ruben que, si bien al principio no le agradaba Ruben, reconoce que él ha hecho feliz a Lou. En una reunión, Lou y su padre cantan a dúo, y Ruben descubre que sus implantes no le permiten escuchar música como solía hacerlo. Ruben y Lou discuten la posibilidad de tocar música y salir de gira nuevamente. Ruben se da cuenta de que esto pone ansiosa a Lou y le dice que todo está bien y que ella le salvó la vida. Ella le dice que él también salvó la de ella. A la mañana siguiente, Ruben toma sus cosas y se va mientras Lou todavía está durmiendo. Molesto una vez más por la distorsión, se sienta en un banco y se quita los procesadores de sus implantes, sintiéndose cómodo con el silencio.

## Reparto
- Riz Ahmed como Ruben Stone
- Olivia Cooke como Lou
- Paul Raci como Joe
- Lauren Ridloff como Diane
- Mathieu Amalric como Richard Berger
- Chelsea Lee como Jenn

## Recepción
Sound of Metal recibió reseñas sumamente positivas de parte de la crítica y de la audiencia. En el sitio web especializado Rotten Tomatoes, la película posee una aprobación de 97%, basada en 281 reseñas, con una calificación de 8.2/10, y con un consenso crítico que dice: "Una mirada evocadora a las experiencias de la comunidad sorda, Sound of Metal cobra vida gracias a la apasionada actuación de Riz Ahmed." De parte de la audiencia tiene una aprobación de 90%, basada en más de 1000 votos, con una calificación de 4.1/5.
El sitio web Metacritic le dio a la película una puntuación de 82 de 100, basada en 37 reseñas, indicando "aclamación universal". En el sitio IMDb los usuarios le asignaron una calificación de 7.7/10, sobre la base de 128 267 votos, mientras que en la página web FilmAffinity la cinta tiene una calificación de 7.0/10, basada en 14 242 votos.